# SpaceX Crew-6
SpaceX Crew-6 – szósty operacyjny lot kapsuły Crew Dragon na Międzynarodową Stację Kosmiczną w ramach programu Commercial Crew Program.
Start odbył się 2 marca 2023 roku z platformy 39A w John Kennedy Space Center na Florydzie. Dzień później kapsuła dokowała do modułu Harmony.

## Załoga

### Podstawowa
- Stephen Bowen (4. lot)
- Wrarren Hoburg (1. lot)
- Sultan Al Neyadi (1. lot)
- Andriej Fendrajew (1. lot)